# Mitică Pricop
Mitică Pricop, né le 25 octobre 1977 à Constanța (Roumanie), est un céiste roumain pratiquant la course en ligne.

## Palmarès

### Jeux olympiques de canoë-kayak course en ligne
- 2000 à Sydney,  Australie
  -  Médaille d'or en C-2 1000 m
  -  Médaille de bronze en C-2 500m[1]